# Glory and Perdition
Albums de Sear Bliss
Forsaken Symphony
(2002) The Arcane Odyssey
(2007)
Glory and Perdition est le cinquième album studio du groupe de black metal symphonique hongrois Sear Bliss. L'album est sorti en août 2004 sous le label Red Stream.
Le chanteur Attila Csihar apparait en tant que membre de session sur les titres Birth of Eternity et Shores of Death.
Une vidéo a été tournée pour le titre Two Worlds Collide, ce qui est une première pour le groupe.
L’album sera ré-édité en 2009 par Vic Records.

## Musiciens
- Nagy András – chant, basse, claviers
- Csejtei Csaba – guitare
- Neubrandt István – guitare
- Schönberger Zoltán – batterie
- Pál Zoltán – trombone
- Vendégek:
- Attila Csihar – chant sur les titres Birth of Eternity et Shores of Death

## Liste des morceaux
1. Birth of Eternity – 5:03
2. Reverie – 1:32
3. Night Journey – 4:27
4. Glory to Perdition – 4:31
5. Two Worlds Collide – 4:07
6. Ode to a Dying Star – 1:21
7. Shores of Death – 4:41
8. Dreams Spectre – 4:30
9. Blood Serenade – 7:16
10. Lacus Somniorum – 0:51